# 庭沼珉
庭沼珉（韓語：정소민，1989年3月16日—），本名金允智（김윤지），韓國女演員。漢語地區最早將其藝名譯為「鄭素敏」。2010年接受採訪時，透露藝名是由庭院、荷花池、玉石组合成「庭沼珉」，有“庭院里清澈的荷花池”之意；2022年台灣電影發行商車庫娛樂透過韓方正名為「庭沼玟」。
2024年12月15日庭沼珉於新北市Zepp New City舉辦台北粉絲見面會，主辦方Dream High Entertainment與韓方經紀公司確認正名使用「庭沼珉」宣傳活動。。

## 演藝經歷
1989年出生於韓國首爾，從小開始學芭蕾，高中時期開始學韓國舞蹈，為了將情感可以完整地加入到跳舞裡，因此開始接觸演戲。在這過程中，她深陷演戲的魅力，她也因此在大學時改變專業，選擇韓國藝術綜合大學演劇學院演技學系就讀。2010年以本名金允智出演電視劇《壞男人》出道並擔任主演。同年就和人氣偶像金賢重合作出演韓版《惡作劇之吻》，出道後第二部戲也是擔綱女主角。庭沼珉也以《惡作劇之吻》獲得「第18屆韓國文化演藝大賞電視劇優秀女新人獎」。但在出道初期常因為不自然的發聲和發音問題，飽受批評。
2016年，庭沼珉出演改編自同名網路漫畫的電視劇《心靈的聲音》，也在當年與李光洙共同獲得KBS演藝大賞最佳CP賞。2022年tvN周末電視劇《還魂》原女主角於首次拍攝後下車，後由庭沼珉出演女主角。
2024播出的《媽媽朋友的兒子》與丁海寅演情侶。演畢後，二人因此更受歡迎，在不同地方各進行粉絲見面會。

## 個人生活
庭沼珉與李準因電視劇《爸爸好奇怪》結緣而發展成為情侶，不過由於工作繁忙、聚少離多，兩人於2020年分手。

## 影視作品

### 電視劇
| 年份   | 電視台 | 劇名                              | 角色         | 備註 |
| ------ | ------ | --------------------------------- | ------------ | ---- |
| 2010年 | SBS    | 壞男人                            | 洪莫奈       | 主演 |
| 2010年 | MBC    | 惡作劇之吻                        | 吳哈妮       | 主演 |
| 2012年 | MBC    | Stand By                          | 庭沼珉       | 主演 |
| 2012年 | JTBC   | 我們能結婚嗎                      | 鄭慧倫       | 主演 |
| 2013年 | KBS2   | Drama Special－你是來到我身邊的星 | 李河珍       | 主演 |
| 2013年 | MBC    | 韓國小姐                          | 加油站打工妹 | 客串 |
| 2014年 | KBS2   | Big Man                           | 姜珍雅       | 主演 |
| 2015年 | JTBC   | D-Day                             | 鄭乭美       | 主演 |
| 2016年 | KBS2   | Drama Special－紅老師             | 張順德       | 主演 |
| 2016年 | KBS2   | 心靈的聲音                        | 崔愛鳳       | 主演 |
| 2017年 | KBS2   | 爸爸好奇怪                        | 卞美英       | 主演 |
| 2017年 | tvN    | 今生是第一次                      | 尹志浩       | 主演 |
| 2018年 | tvN    | 金秘書為何那樣                    | 金微笑母亲   | 客串 |
| 2018年 | tvN    | 從天而降的一億顆星                | 劉真江       | 主演 |
| 2019年 | tvN    | Abyss                             |              | 客串 |
| 2019年 | JTBC   | 浪漫的體質                        | 善珠         | 客串 |
| 2020年 | KBS2   | 靈魂維修工                        | 韓宇宙       | 主演 |
| 2021年 | tvN    | 我的室友是九尾狐                  | 棲花         | 客串 |
| 2021年 | JTBC   | 月刊家                            | 羅英媛       | 主演 |
| 2022年 | tvN    | 還魂                              | 無德         | 主演 |
| 2024年 | tvN    | 媽媽朋友的兒子                    | 裵石榴       | 主演 |
| 2025年 | SBS    | 宇宙Marry Me                      | 柳美里       | 主演 |

### 電影
| 年份   | 片名                   | 角色   | 備註     |
| ------ | ---------------------- | ------ | -------- |
| 2009年 | 最壞的朋友們           |        | 短篇作品 |
| 2015年 | 二十歲                 | 李素敏 | 主演     |
| 2015年 | 愛麗絲：從仙境來的少年 | 惠仲   | 主演     |
| 2017年 | 父女變錯身             | 度妍   | 主演     |
| 2018年 | 金色夢鄉               | 宥美   | 特別演出 |
| 2019年 | 朝鮮花美男             | 海媛   | 主演     |
| 2022年 | 狼狩獵                 | 李多妍 | 主演     |
| 2023年 | 30天                   | 洪娜拉 | 主演     |

## 音樂作品

### OST
- 2017年：因为有你（그대가 있어서） 《今生是第一次》
- 2018年：星辰，我们（별, 우리） 《從天而降的一億顆星》（與徐仁國）

### MV
- 2008年：Noblesse（朝鲜语：노블레스 (가수)）《没有后悔》
- 2008年：Oldfish（朝鲜语：올드피쉬）《I Have A Bad Day》（與李帝勳）
- 2010年：徐仁國《Take》（KT-Take手机广告歌）（與苏志燮）

## 出演節目

### 綜藝節目
| 播放日期      | 播放日期      | 電視台 | 節目名稱      | 集數 | 備註 |
| 首播          | 終映          | 電視台 | 節目名稱      | 集數 | 備註 |
| ------------- | ------------- | ------ | ------------- | ---- | ---- |
| 2019年8月12日 | 2019年10月7日 | SBS    | Little Forest | 16集 |      |

### 電台節目
- 2018年12月3日－2019年12月15日：SBS Power FM（朝鲜语：SBS 파워FM）《庭沼珉的Young Street（朝鲜语：영스트리트 (라디오 프로그램)）》

## 獲獎列表
| 年份   | 頒獎典禮                   | 獎項                    | 作品           | 結果 |
| ------ | -------------------------- | ----------------------- | -------------- | ---- |
| 2010年 | 第2屆韓國飾品獎            | TOPAZ獎                 | 不適用         | 獲獎 |
| 2010年 | 第18屆大韓民國文化演藝大賞 | 電視劇部門 優秀女新人賞 | 《惡作劇之吻》 | 獲獎 |
| 2011年 | 第6屆亞洲模特兒獎          | 新星獎                  | 不適用         | 獲獎 |
| 2012年 | MBC演技大奖                | 情境喜劇部門 女新人獎   | 《Stand By》   | 獲獎 |
| 2016年 | KBS演技大奖                | 最佳CP獎（與李光洙）    | 《心裡的聲音》 | 獲獎 |
| 2017年 | KBS演技大奖                | 連續劇優秀女演員獎      | 《爸爸好奇怪》 | 提名 |
| 2020年 | KBS演技大奖                | 迷你影集優秀女星獎      | 《靈魂維修工》 | 提名 |
| 2022年 | 韩国电视剧节               | 最优秀女演员奖          | 《还魂》       | 提名 |
| 2024年 | 第44届黄金摄影奖           | 最佳女主角              | 《30天》       | 獲獎 |

## 外部連結
- 庭沼珉的Instagram帳戶
- YouTube上的庭沼玟頻道
- 庭沼珉在NAVER上的资料
- 庭沼珉在韩国电影数据库（KMDb）上的資料（韓語）
- 庭沼珉在互联网电影资料库（IMDb）上的資料（英文）